# Centrale idroelettrica di Sendren
La centrale idroelettrica di Sendren è situata nel comune di Gressoney-Saint-Jean, nella Valle del Lys, in Valle d'Aosta, è una centrale ad acqua fluente.

## Caratteristiche
Il bacino imbrifero interessato ha una superficie di 76,56 km2 e la centrale sfrutta le acque derivate dai torrenti Lys e Valdobbiola tramite sbarramenti ed è equipaggiata con un singolo gruppo ad asse orizzontale ed alla centrale (a conduzione automatica, telecomandata da Pont-Saint-Martin) è annessa una stazione a 132 kV.